# Eredivisie (triathlon)

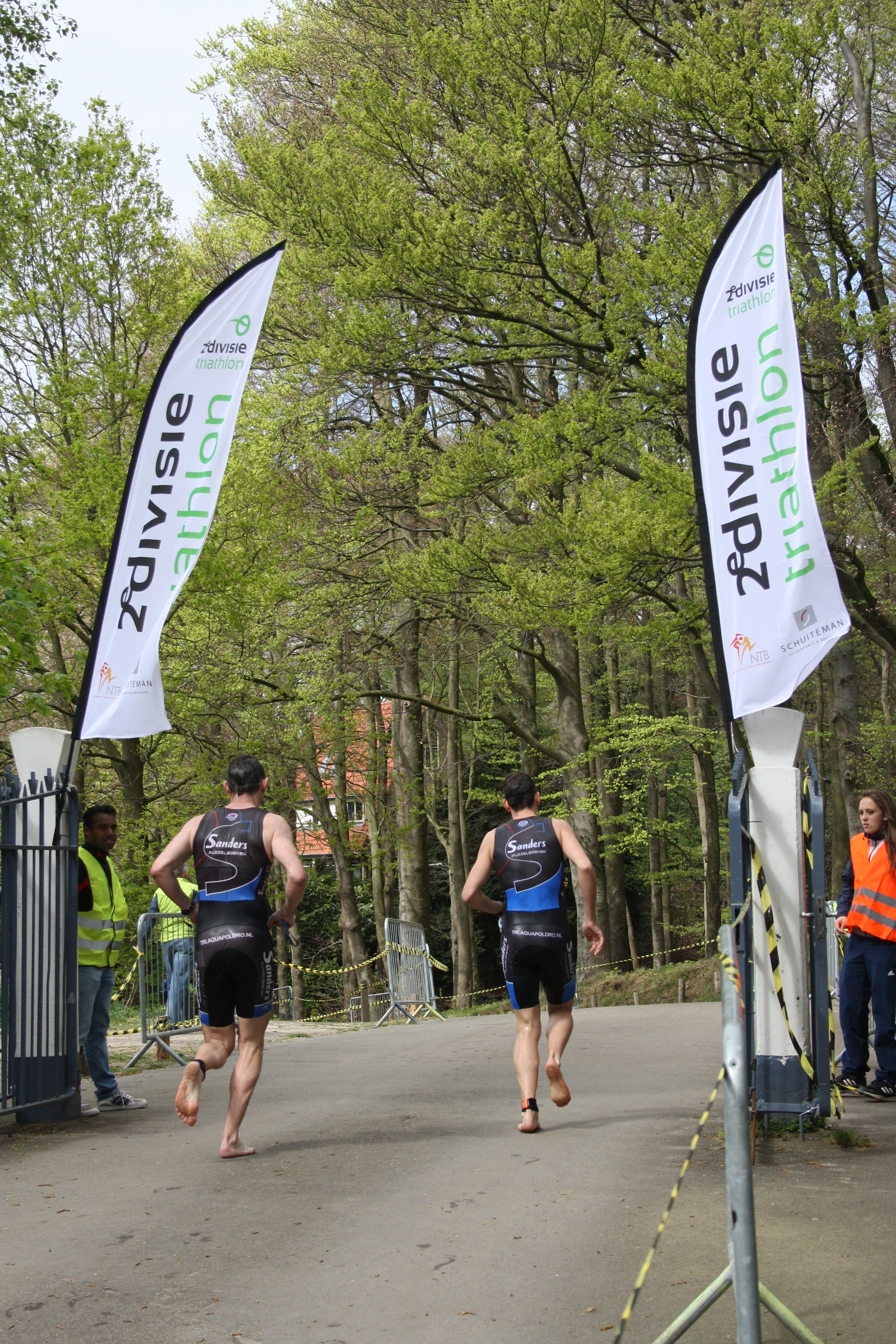

De Eredivisie is de hoogste klasse in de Nederlandse triathlon in teamcompetitieverband. De Lotto is hoofdsponsor en naamgever van de competitie. De Nederlandse Triathlonbond organiseert deze competitie sinds 2012, waarin Team4Talent uit Huissen en Hellas uit Utrecht de eerste winnaars werden.
Hoewel er in Nederland al eerder een topcompetitie voor triathlonteams was, kende deze slechts één niveau en was er geen competitie voor vrouwenteams. In 2012 werd gestart met de Lotto Eredivisie triathlon voor mannenteams en vrouwenteams en in de daaropvolgende jaren zijn competitieniveaus toegevoegd met een promotie- en degradatieregeling. In 2013 kwam de 1eDivisie voor mannen (in dat jaar Apex 1eDivisie geheten) erbij en in 2014 is de 2eDivisie (onder de naam Schuiteman 2eDivisie) voor mannen toegevoegd. Sinds 2014 is er ook een 1eDivisie voor vrouwenteams.
De teamcompetities voor de triathlonsport zijn opgericht door Nederlandse triatleten die in Duitsland deelnamen aan soortgelijke competities. Zij wilden triathlon als teamsport ook in Nederland op de kaart zetten en vonden eind 2011 steun voor hun plannen bij de NTB. In 2012 werd gestart met 30 teams en ongeveer 200 atleten. In 2014 zijn 130 teams actief in competitieverband, met in totaal ongeveer 900 triatleten.

## Format
In de Eredivisie ontmoeten triathlonteams van vier atleten elkaar voor vijf ontmoetingen op bestaande triathlonevenementen in Nederland. Teamleden leggen een individuele triathlon af, of komen uit op een teamdiscipline zoals een estafette of een triathlonvariant op de ploegentijdrit. De afstanden zijn kort, tot maximaal de Olympische afstand. Per wedstrijd halen teams punten op basis van klasseringen, waarvan een daguitslag gemaakt wordt. De vijf daguitslagen vormen samen het eindklassement. Voor de kampioensteams zijn er kampioensschalen die na de laatste wedstrijd worden uitgereikt. Teams worden samengesteld uit atleten van triathlonverenigingen. Een atleet komt per competitieseizoen maar voor één vereniging uit.

## Winnaars
Mannen
- 2012 Team4Talent - Huissen
- 2013 Team4Talent - Huissen
- 2014 Team4Talent - Huissen
- 2015 Squadra Kalas - Eindhoven
- 2016 TriTeam Rotterdam - Rotterdam
- 2017 Squadra - Eindhoven
- 2018 Squadra - Eindhoven
- 2019 Squadra - Eindhoven
- 2020 Afgelast
- 2021 Rogelli/TriMates - Utrecht

Vrouwen
- 2012 Jong Oranje - Almere
- 2013 Hellas - Utrecht
- 2014 Hellas - Utrecht
- 2015 Hellas - Utrecht
- 2016 Hellas - Utrecht
- 2017 Ferro Mosae - Maastricht
- 2018 Ferro Mosae - Maastricht
- 2019 Ferro Mosae - Maastricht
- 2020 Afgelast
- 2021 TVA - Almere